# Think (пісня Арети Франклін)

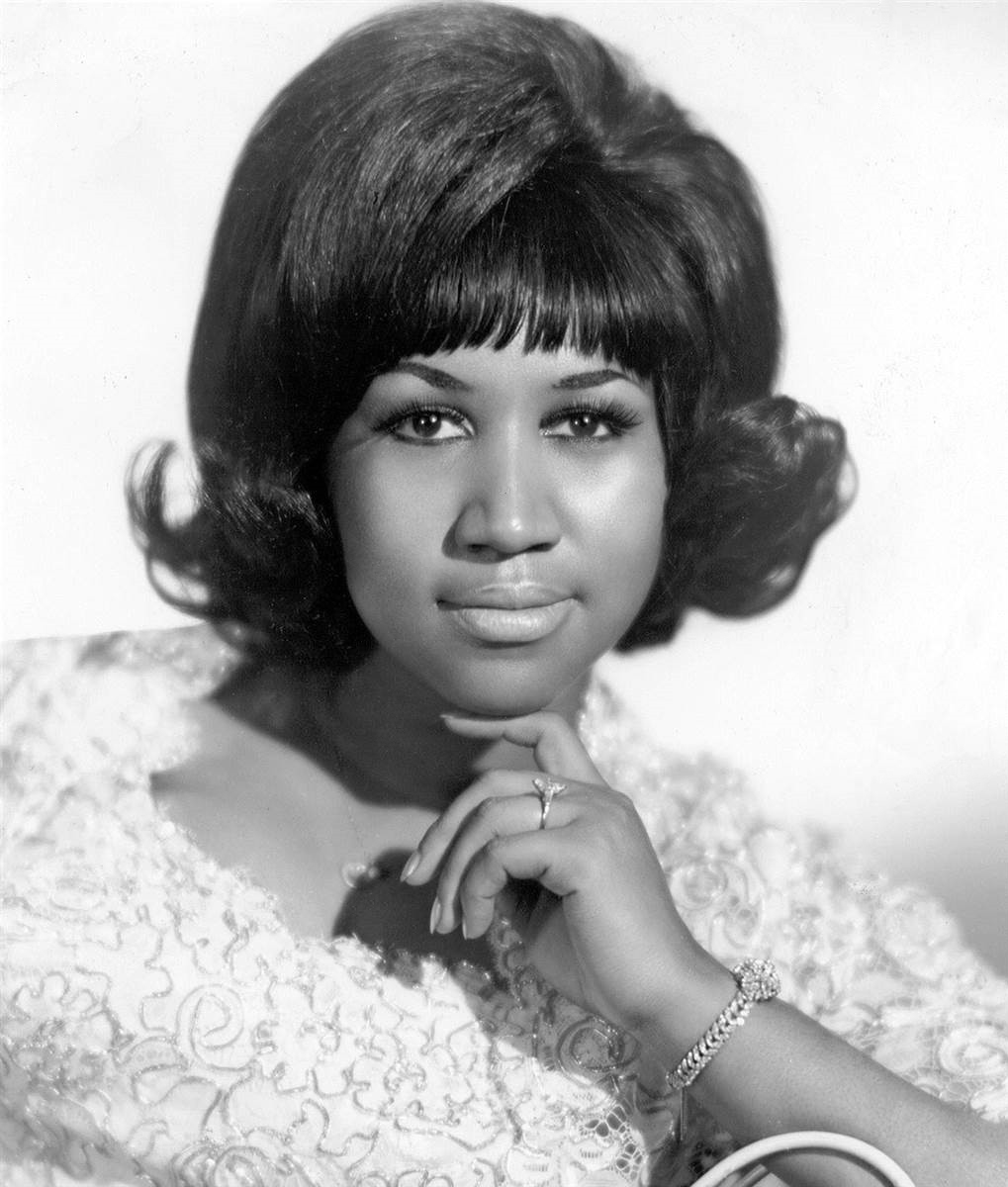
Арета Франклін, фотографія з Billboard, 17 лютого 1968 року.

«Подумай» — пісня у виконанні американської R & B /і соул співачки Арети Франклін. Вона вийшла як сингл в 1968 році, і ввійшла в альбом Aretha now. Пісня-феміністський гімн, посіла сьоме місце в Billboard Pop Singles Chart, ставши сьомим хітом Франклін, який ввійшов в десятку найкращих Америки. Ця пісня також посіла перше місце за версією журналу Black Singles Chart, яка стає шостим синглом, що зайняв першу позицію. Пісня була написана Франклін і Тедом Уайтом. Франклін перезаписали пісню в 1989 році для альбому «Through the Storm». Pitchfork Media помістив сингл під номером 15 у своєму списку «200 найкращих пісень 1960-х років».

## Запис пісні
Пісню виконує вокаліст, бек-вокалісти, за допомоги духової секції, органу, фортепіано, двох електрогітар, басів і ударних.

## У масовій культурі
- Франклін записала фонограму цієї пісні, новішу, довшу версію в продовженні музичного фільму Брати Блюз в 1980. Ця версія є саундтреком до фільму, на бек-вокалі у Франклін, були її сестри Керолін і Ерма, і повторювані рифи саксофона виконанні саксофоністом Лу Марініз гурту Blues Brothers. Через те що Франклін не звикла використовувати фонограми, вона потребувала декілька дублів і значного редагування[2].
- Франклін перезаписала пісню для соціальної реклами "Матері проти водіння в нетверезому стані" наприкінці 1980-х років.
- Записи Арети Франклін з'являються в фільмі Бріджит Джонс: Грані розумного (2004).
- У 2010 сингл використали в рекламному ролику для Big Lots, переписавши тексти, щоб підкреслити гасло магазину «Value». [джерело?]

## Використання пісні на талант-шоу «Idol» та «X Factor»
Пісню виконали п'ятеро американських учасників в шоу Idol: Дайана ДеГармо в 3 сезоні (2004), Кетрін МакФі в 5 сезоні (2006), Лакіша Джонс в 6 сезоні (2007), Шівон Магнус в 9 сезоні (2010), і Адам Брок 11 Сезоні (2012).
Версія МакФі цієї пісні вийшла як сингл в альбомі American Idol 5: Encores. Пісня не стала хітом для МакФі, це була її перша пісня, яка потрапила в Pop 100, де вона досягла позиції № 90 згідно з кількістю завантажень файлів.
Також пісню виконала Фантазія Баріно в 3 сезоні на першому тижні в Голлівуді.
У 6 сезоні, Лакіша Джонс виконала пісню в першому прослуховуванні, як і Сайіша Меркадо в 7 сезоні.
Фіналістка 6 сезонуAustralian Idol Крайслін Гамільтон також виконала пісню у топ 12 і отримала схвальні відгуки.
Амелія Лілі виконала цю пісню у 8 сезоні 24 серії на The X Factor (Британська версія)
Фіналістка польської версії X Factor Джоанна Квашнік виконала пісню у 2 сезоні 10 серії.